# Helene Thalmann-Antenen
Helene Thalmann-Antenen, née le 28 mars 1906 à Bienne (originaire de Bâle et de Sirnach) et morte le 21 mars 1976 à Berne, est une avocate et féministe suisse.

## Biographie
Helene Thalmann-Antenen naît Helene Antenen le 28 mars 1906 à Bienne. Elle est originaire de Bâle et de deux anciennes localités aujourd'hui rattachées à Sirnach, dans le canton de Thurgovie. Son père, Friedrich Antenen, est maître de gymnase ; sa mère se nomme Anna Martha Hänni avant son mariage.

### Études, mariage et parcours professionnel
Après sa maturité obtenue à Bienne, Helene Thalmann-Antenen fait des études de droit à l'Université de Berne, couronnées par un doctorat en 1929. 
Elle épouse l'avocat Walter Thalmann en 1933. 
Elle dirige le bureau de consultation juridique de l'Union des femmes bernoises à partir de 1943 et ouvre sa propre étude d'avocat en 1950.

### Engagement féministe
Elle préside la section bernoise (1950-1959), puis l'Association suisse des femmes universitaires jusqu'en 1962. Elle donne des conférences en faveur du mouvement bernois pour le suffrage féminin. Elle est également membre de la commission pour les questions juridiques et d'assurances de l'Alliance de sociétés féminines suisses de 1957 à 1970.

### Autres activités
Présidente de l'Association suisse de politique sociale à partir de 1969, elle est aussi membre de diverses commissions extraparlementaires fédérales traitant du droit du travail et des assurances sociales. 

### Décès
Elle meurt le 21 mars 1976 à Berne, quelques jours avant son 70e anniversaire. 

## Publications
Elle est  l'auteur de publications sur les conventions collectives de travail (Die Allgemeinverbindlichkeit der Gesamtarbeitsverträge, 1973, soit la force générale obligatoire des conventions collectives de travail, premier prix de l'Association des juristes suisses) et le statut juridique des femmes (étude en 1950 ou 1951 sur le statut des femmes universitaires dans la Revue universitaire suisse, rapport intitulé Frau und Beruf, soit femme et profession, en 1970 et un autre ouvrage en 1973 intitulé Die Institution der Sozialgerichtsbarkeit, soit l'institution de la juridiction sociale). 
Dans Frau und Beruf, elle constate que le nombre de filles qui suivent une formation professionnelle est nettement inférieur à celui des garçons, en particulier parce qu'on considère encore qu'une formation longue et coûteuse ne vaut pas la peine, puisque les filles finiront par se marier et à devenir mères, et qu'on a peur qu'elles perdent leur féminité. Elle relève aussi les inégalités salariales et plaide pour le travail à temps partiel afin de concilier vie professionnelle et vie familiale.

## Distinction
Elle reçoit le prix Ida-Somazzi en 1971.